# Obiectivul de Dezvoltare Durabilă 15 al Uniunii Europene
ODD 15 - Viața terestră urmărește protejarea, restaurarea și promovarea conservării și utilizării durabile a ecosistemelor terestre. Aceasta include eforturile de a gestiona în mod durabil pădurile și de a opri defrișările, de a combate deșertificarea, de a restabili terenurile și solurile degradate, de a opri pierderea biodiversității și de a proteja speciile amenințate.
ODD 15 este unul dintre obiectivele cheie la nivel internațional, care abordează biodiversitatea și ecosistemele. În UE, acest obiectiv asigură că sănătatea și funcționarea ecosistemelor terestre și furnizarea de servicii ecosistemice rămân o prioritate, în special în fața tendințelor globale precum creșterea populației, accelerarea urbanizării și nevoia tot mai mare de resurse naturale. Monitorizarea ODD 15 în contextul UE se concentrează pe tendințele privind starea ecosistemelor, degradarea terenurilor și biodiversitatea. În medie, UE s-a îndepărtat ușor de obiectivele ODD 15 în ultimii ani. În timp ce suprafața totală a ariilor terestre protejate și cea forestieră din UE au crescut, tendințele recente privind concentrațiile de poluanți în râurile UE au fost mixte. Indicatorii privind biodiversitatea speciilor indică o scădere continuă și pe termen lung a păsărilor comune și a fluturilor de pășune în UE.

## Indicatori care măsoară progresul către ODD15, UE
| Indicator                                        | Perioadă                                                                     | Rata anuală de creștere                                                      | Tendință                                                                     | Observații           |
| Starea ecosistemului                             | Starea ecosistemului                                                         | Starea ecosistemului                                                         | Starea ecosistemului                                                         | Starea ecosistemului |
| ------------------------------------------------ | ---------------------------------------------------------------------------- | ---------------------------------------------------------------------------- | ---------------------------------------------------------------------------- | -------------------- |
| Ponderea suprafeței pădurilor                    | serie temporală prea scurtă pentru evaluarea pe termen lung                  | serie temporală prea scurtă pentru evaluarea pe termen lung                  | serie temporală prea scurtă pentru evaluarea pe termen lung                  | ODD 15               |
| Ponderea suprafeței pădurilor                    | 2015–2018                                                                    | 0,7%                                                                         | ▲                                                                            | ODD 15               |
| Cererea biochimică de oxigen în râuri[*]         | 2005–2020                                                                    | –0,8%[1]                                                                     | ▲                                                                            | ODD 6                |
| Cererea biochimică de oxigen în râuri[*]         | 2015–2020                                                                    | –2,7%[1]                                                                     | ▲                                                                            | ODD 6                |
| Fosfați în râuri[*]                              | 2005–2020                                                                    | –0,5%[1]                                                                     | ▲                                                                            | ODD 6                |
| Fosfați în râuri[*]                              | 2015–2020                                                                    | 4,4%[1]                                                                      | ▼                                                                            | ODD 6                |
| Degradarea terenurilor                           |                                                                              |                                                                              |                                                                              |                      |
| Indicele de ocupare a terenului                  | evaluarea nu este posibilă din cauza întreruperii seriilor temporale în 2018 | evaluarea nu este posibilă din cauza întreruperii seriilor temporale în 2018 | evaluarea nu este posibilă din cauza întreruperii seriilor temporale în 2018 | ODD 15               |

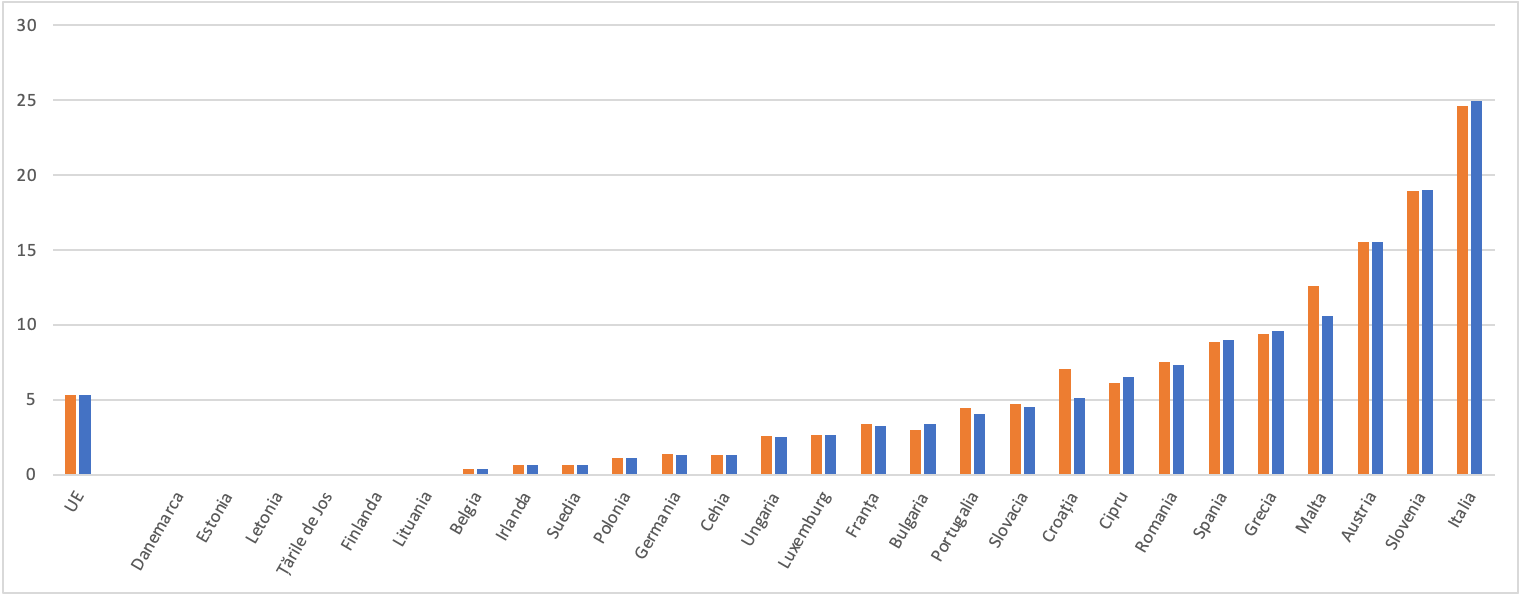
2010
2016
Sursa: Eurostat (online data code: sdg_15_50)

| Eroziunea severă estimată a solului de către apă | 2000–2016                                                                    | –0,9%                                                                        | ▲                                                                            | ODD 15               |
| Eroziunea severă estimată a solului de către apă | 2010–2016                                                                    | –0,1%[1]                                                                     | ▲                                                                            | ODD 15               |
| Biodiversitate                                   |                                                                              |                                                                              |                                                                              |                      |
| Arii naturale protejate terestre                 | serie temporală prea scurtă pentru evaluarea pe termen lung                  | serie temporală prea scurtă pentru evaluarea pe termen lung                  | serie temporală prea scurtă pentru evaluarea pe termen lung                  | ODD 15               |
| Arii naturale protejate terestre                 | 2016–2021                                                                    | constatat: 2,0%                                                              | ▲                                                                            | ODD 15               |
| Arii naturale protejate terestre                 | 2016–2021                                                                    | necesar: 1,7%                                                                | ▲                                                                            | ODD 15               |
| Indicele păsărilor comune                        | 2006–2021                                                                    | –0,5%[2]                                                                     | ▼                                                                            | ODD 15               |
| Indicele păsărilor comune                        | 2016–2021                                                                    | –0,4%[2]                                                                     | ▼                                                                            | ODD 15               |
| Indicele fluturelui de pajiști                   | 2005–2020                                                                    | –1,8%[1]                                                                     | ▼                                                                            | ODD 15               |
| Indicele fluturelui de pajiști                   | 2015–2020                                                                    | –6,6%[1]                                                                     | ▼                                                                            | ODD 15               |

Note:

Pentru indicatorii fără țintă sunt prezentate ratele de creștere constatate pe perioadele specificate. Pentru indicatorii cu o țintă UE cuantificată (), sunt prezentate atât ratele de creștere constatate, cât și ratele de creștere care ar fi fost necesare în perioadele specificate pentru îndeplinirea obiectivului

[*] indicator multifuncțional

[1] datele se referă la un agregat UE bazat pe 18 state membre

[2] datele se referă la un agregat UE care se modifică în timp, în funcție de momentul în care țările au aderat la Schema paneuropeană comună de monitorizare a păsărilor

## Prezentare generală

### Starea ecosistemului
Oamenii beneficiază foarte mult de serviciile ecosistemice, cum ar fi aerul curat, apa purificată și furnizarea de alimente. În plus, ecosistemele terestre oferă resurse naturale utilizate în procese industriale și servicii culturale, precum recreerea în aer liber. Alte servicii pe care le oferă ecosistemele includ protecția împotriva dezastrelor naturale, cum ar fi inundațiile și atenuarea efectelor negative ale schimbărilor climatice. Activitățile umane care degradează ecosistemele, inclusiv poluarea și utilizarea excesivă a resurselor, amenință flora și fauna și, ca urmare, furnizarea de servicii ecosistemice și beneficiile acestora pentru bunăstarea umană.
În 2019, Platforma interguvernamentală științifică-politică privind biodiversitatea și serviciile ecosistemice (Intergovernmental Science-Policy Platform on Biodiversity and Ecosystem Services - IPBES) a lansat un Raport de evaluare globală privind biodiversitatea și serviciile ecosistemice Arhivat în 12 ianuarie 2022, la Wayback Machine.. Constatările cheie ale raportului indică faptul că se așteaptă că tendințele negative ale biodiversității și serviciilor ecosistemice vor împiedica progresul către Agenda 2030 și ODD-urile subsecvente. Ca atare, obiectivele globale actuale de conservare și durabilitate nu vor fi îndeplinite decât dacă se implementează o schimbare transformatoare. În 2021, Comisia Europeană a publicat raportul Contabilitatea ecosistemelor și a serviciilor lor în Uniunea Europeană (INCA), care a furnizat un sistem integrat de conturi ecosistemice pentru UE. Constatările cheie ale raportului sugerează că între 2000 și 2018, schimbările în amploarea majorității tipurilor de ecosisteme au fost mici în termeni relativi. Cu toate acestea, ecosistemele urbane au înregistrat o creștere semnificativă a extinderii lor, indicând o extindere continuă a zonelor urbanizate în detrimentul ecosistemelor seminaturale și a terenurilor agricole. Raportul sugerează, de asemenea, că siturile din rețeaua Natura 2000 tind să aibă un grad mai mare de stabilitate a ecosistemului decât cele din afara rețelei. Reacționând la tendințele negative ale biodiversității, a 15-a reuniune a Conferinței părților Convenției ONU privind diversitatea biologică (15th meeting of the Conference of Parties to the UN Convention on Biological Diversity - CBD-COP15) din decembrie 2022 a convenit asupra „Cadrului global de biodiversitate Kunming-Montreal” (Kunming-Montreal Global Biodiversity Framework - GBF). Cadrul a anunțat patru obiective pe termen lung legate de Viziunea 2050 pentru biodiversitate și a inclus 23 de obiective globale de biodiversitate care urmează să fie atinse până în 2030, adoptând un cadru global de monitorizare pentru a observa implementarea.
Unele tipuri de ecosisteme terestre (de exemplu, zonele umede, terenurile necultivate și zonele cu vegetație joasă) și presiunile exercitate asupra acestora (cum ar fi speciile invazive, fragmentarea habitatelor sau poluarea fonică și luminoasă) nu sunt monitorizate în acest raport din cauza lipsei de date. Prin urmare, este important să recunoaștem limitările în prezentarea unei imagini complete a ecosistemelor terestre ale Europei, a căror stare nu poate fi pe deplin evaluată cu seturile de date pe termen lung disponibile în prezent.
Nivelurile de poluare organică și cu fosfați în râurile UE au scăzut din 2000
Starea ecologică a corpurilor de apă europene oferă o indicație importantă a modului în care mediul natural al Europei rezistă presiunilor exercitate de utilizarea umană. Doi indicatori monitorizează progresul în acest domeniu: cererea biochimică de oxigen în râuri și concentrația de fosfați în râuri. În timp ce acești indicatori prezintă o imagine oarecum favorabilă a progresului UE în ceea ce privește îmbunătățirea calității apei râurilor în ultimii 20 de ani, evoluțiile pe termen scurt au fost mai puțin clare.
Cererea biochimică de oxigen (CBO) în râuri este un indicator al poluării organice a apei și al eficacității tratării apei. Atunci când este necesar un nivel ridicat de oxigen pentru descompunerea microbiologică a compușilor organici în apă, există mai puțin O2 disponibil pentru alte specii care trăiesc în râuri. Ca atare, cererea biochimică de oxigen oferă un indiciu al sănătății generale a unui sistem acvatic. În 2020, cererea biochimică de oxigen în râurile UE a fost de 2,65 mgO2/l (miligrame de O2 pe litru de apă), reprezentând o reducere cu 21,1% de la 3,36 mgO2/l în 2000. Între 2015 și 2020, 11 din 16 state membre raportoare au înregistrat reduceri ale CBO în râurile lor, nivelurile UE scăzând cu 12,8% în această perioadă.
Fosfații (PO4) din râuri pot proveni din producția agricolă, din apele uzate urbane sau din deversări industriale. Concentrațiile mari de fosfați din râuri pot dăuna mediului, provocând pierderea biodiversității și eutrofizarea apei. Concentrațiile europene de fosfați au scăzut cu 17,2% din 2000, ajungând la 0,072 mg/l în 2020. În ansamblu, această reducere poate fi legată de introducerea unor măsuri prin legislația națională și europeană, precum Directiva privind tratarea apelor uzate urbane și trecerea la detergenți fără fosfați.
Scăderile concentrațiilor de fosfat în râurile UE, totuși, s-au stabilizat în 2011 și au crescut chiar ușor în ultimii ani. Între 2015 și 2020, concentrațiile de fosfat în râurile UE au crescut cu 24,1%. Această tendință poate fi legată de reduceri mai lente ale emisiilor de fosfor din sectorul agricol și de o creștere a consumului de îngrășăminte cu fosfor din 2010 în unele state membre. Dintre toate statele membre raportoare, râurile din Finlanda și Suedia au avut, în medie, cele mai scăzute concentrații de fosfat între 2015 și 2020. Este probabil ca acest lucru să fie rezultatul densității scăzute a populației și al nivelurilor ridicate de colectare și tratare a apelor uzate. În schimb, s-au găsit concentrații relativ mari în unele state membre cu densități mari de populație și/sau agricultură intensivă. Valorile ridicate și în creștere pe termen scurt observate, în special în Bulgaria, Belgia și Lituania, pot duce la eutrofizarea apei dulci.
Ponderea suprafeței forestiere în UE este în creștere
Pădurile din Europa oferă multiple beneficii, cum ar fi creșterea fertilității solului și conservarea umidității acestuia, stocarea carbonului și asigurarea de habitate pentru animale și plante. De asemenea, oferă locuri de muncă în zonele rurale și ajută la atenuarea schimbărilor climatice și la reglarea microclimatului. În 2018, pădurile și alte terenuri împădurite au acoperit 43,5% din suprafața totală a UE. Ca proporție din suprafața totală a terenurilor, ponderea UE a pădurilor și a altor terenuri împădurite a crescut ușor, cu 0,9 puncte procentuale, între 2015 și 2018.
În prezent, pădurile sunt afectate de presiunile generate de degradarea și pierderea habitatelor, speciile exotice invazive, poluanții și încărcările excesive de nutrienți, precum și de schimbările climatice care au dus la secete persistente și valuri de căldură. Aceasta înseamnă că eforturile UE de a păstra și de a gestiona în mod durabil zonele sale împădurite sunt din ce în ce mai importante. Conform celei mai recente evaluări Starea naturii în UE, doar aproximativ 14% din habitatele forestiere la nivelul UE sunt în stare bună de conservare, în timp ce restul sunt în stare de conservare proastă și foarte proastă. Cu toate acestea, raportul arată că habitatele forestiere au cunoscut cea mai mare îmbunătățire în comparație cu alte habitate.

### Degradarea terenurilor
Degradarea terenurilor este legată de funcționalitatea pe termen lung și de productivitatea biologică a terenurilor sau a ecosistemelor terestre. Este un fenomen complex care reunește mai multe elemente, inclusiv degradarea solului și capacitatea terenurilor de a susține resursele de apă, biodiversitatea și productivitatea primară. Degradarea solului în sine acoperă multe aspecte, cum ar fi acoperirea și contaminarea solului, eroziunea cauzată de vânt și apă, pierderea biodiversității solului, compactarea, declinul materiei organice, deșertificarea, acidificarea și salinizarea. Nu toate aceste amenințări la adresa calității solului pot fi acoperite de acest set de indicatori, astfel încât analiza s-a limitat la modificările de impermeabilitate și eroziunea solului de către apă.
Ocuparea terenurilor continuă să crească în UE
Ocuparea terenului este definită ca fiind procesul de transformare a zonelor agricole, forestiere și a altor zone seminaturale și naturale în zone artificiale. De multe ori înseamnă o creștere în timp a suprafeței locuite, de obicei în detrimentul suprafețelor agricole. Ocuparea terenului poate fi monitorizată utilizând seturile de date Copernicus CORINE privind acoperirea terenului, care au fost publicate la fiecare șase ani începând cu anul 2000. Ocuparea netă a terenului include „procesul invers de ocupare a terenurilor”, care are loc atunci când suprafețele artificiale sunt returnate la categoriile de teren neartificial prin recultivare și renaturalizare. Potrivit datelor Agenției Europene de Mediu, ocuparea netă a terenurilor în UE a fost de 11.845 km2 între 2000 și 2018, echivalentul unei ocupații nete medii anuale de teren de 658 km2. Chiar dacă rata de ocupare netă a terenurilor a scăzut cu peste 40% în cele trei perioade de observare, mai este un drum lung de parcurs pentru a atinge obiectivul de politică „zero ocupare netă a terenurilor” pentru 2050.
Etanșarea solului este cea mai intensă formă de ocupare a terenului și este în esență un proces ireversibil. Distruge sau acoperă solurile cu straturi de material artificial parțial sau complet impermeabil, cum ar fi asfaltul și betonul. Creșterile suprafeței terenurilor etanșate pot fi utilizate pentru a estima modificarea gradului de utilizare a terenurilor pentru uz uman. Suprafața de sol etanșat din UE a crescut în toate statele membre începând cu 2006. Între 2006 și 2015, suprafața totală acoperită cu materiale impermeabile a crescut cu 2.983 km2 sau 4,5%. Între 2015 și 2018 a crescut cu 3,7%. O parte substanțială dar necunoscută a creșterii se datorează îmbunătățirilor metodologiei și rezoluției spațiale a datelor de teledetecție. Conform celei mai noi metodologii, 1,8% din UE a fost acoperită cu materiale impermeabile în 2018.
În toate cele trei perioade monitorizate, datele AEM arată că suprafețele agricole au fost cele mai susceptibile de a fi transformate în suprafețe artificiale, reducând suprafața de teren disponibilă pentru producția de alimente și furaje. Acest lucru are ca rezultat o fragmentare crescută și pierderea habitatelor naturale. În plus, zonele artificiale creează parcele care sunt izolate de ecosistemele funcționale și pot duce la un risc crescut de inundații și la acumulări torențiale mai frecvente. În plus, terenurile etanșate nu pot stoca carbon și, prin urmare, contribuie la emisiile de gaze cu efect de seră și la schimbările climatice.
Mai puține zone din UE sunt acum expuse riscului de eroziune severă a solului de către apă
Solul este o resursă care oferă multiple beneficii societății, inclusiv furnizarea de materii prime, producția de alimente, depozitarea, filtrarea și transformarea multor substanțe, inclusiv apa, carbonul și azotul. Menținerea sănătății solului asigură asigurarea continuă a acestor beneficii. În timp ce eroziunea solului de către apă reprezintă cea mai mare amenințare la adresa solurilor UE, procesele multiple de eroziune, inclusiv eroziunea cauzată de apă, lucrări agricole, vânt și recoltarea culturilor contribuie la degradarea solului simultan sau ulterior. Procesele concomitente se pot amplifica și declanșa reciproc sau pot duce la bucle consecvente care se auto-susțin și, astfel, sporesc severitatea degradării solului.
Se estimează că eroziunea severă a solului de către apă afectează mai mult de 5% din suprafața de teren erodabil neartificial din UE și este responsabilă pentru 52% din pierderea totală de sol în Europa. În ansamblu, eroziunea apei este cauza majoră a deplasării solului, atât cantitativ (51% din deplasarea totală), cât și spațial (57% din suprafața totală). Eroziunea cauzată de lucrarea solului se află pe locul al doilea (36%), urmată de eroziunea eoliană (10%) si recoltarea culturilor (2,7%). Există puncte fierbinți în unele regiuni europene, în special în zonele mediteraneene și continentale, în principal datorită unei combinații de topografie abruptă și eroziune ridicată cauzată de precipitații. Rezultatele modelării până în 2070 arată că eroziunea apei ar putea crește cu până la două treimi în comparație cu cea din prezent. În plus, există și alte procese de eroziune care pot fi responsabile pentru aproximativ 40% din deplasarea solului de pe terenurile arabile din UE. Datorită naturii lor efemere, aceste procese apar adesea aproape neobservate, fără a lăsa dovezi geomorfice substanțiale, dar pot acționa ca un declanșator și pot spori degradarea solului. În consecință, noi dovezi sugerează că țări precum Danemarca și Țările de Jos, care sunt în general considerate a fi puțin afectate de eroziunea solului, sunt foarte predispuse la riscuri de eroziune eoliană.
Cu toate acestea, eforturile de abordare și atenuare a eroziunii solului de către apă au contribuit la reducerea suprafeței de teren din UE cu risc de eroziune severă a solului (pierderi de sol de peste 10 tone pe hectar pe an) prin apă, de la 198.607 km2 în 2010 la 196.853 km2. în 2016, echivalând cu o scădere de 0,9%. Aceasta reprezintă o încetinire considerabilă față de perioada 2000-2010, când suprafața estimată de risc a scăzut cu 12,6%. Între 2010 și 2016, terenurile arabile au înregistrat cea mai mare reducere a suprafeței cu risc de eroziune a solului în comparație cu alte tipuri de teren. Aici, îmbunătățirile datorate implementării standardelor de agro-mediu în cadrul Politicii Agricole Comune (PAC) ar fi putut contribui la reducerea ratei medii de pierdere a solului prin eroziunea apei. Aceasta include aplicarea practicilor de conservare a solului, cum ar fi reducerea lucrărilor solului, păstrarea unei acoperiri minime a solului, reducerea suprafeței solurilor necoperite de vegetație, cultivarea contururilor versanților, întreținerea teraselor și a zidurilor din piatră și utilizarea extinsă a zonelor înierbate.

### Biodiversitate
Ecosistemele terestre sunt protejate prin Directiva Păsări din 1979 și Directiva Habitate din 1992. Ambele directive formează principalul pilon pentru protecția biodiversității și ecosistemelor Europei. Conform acestor directive, statele membre sunt obligate să desemneze și să gestioneze zone de protecție specială (Special Protection Areas - APS, Directiva Păsări) și situri de importanță comunitară/zone speciale de conservare (Sites of Community Importance/Special Areas of Conservation - SIC/SAC, Directiva Habitate). Aceste situri, cunoscute ca rețea Natura 2000, ar trebui să permită habitatelor și speciilor protejate să atingă o stare de conservare favorabilă în UE. Rețeaua Natura 2000 este completată de arii protejate terestre desemnate la nivel național, care sunt stabilite în cadrul național al fiecărui stat membru. Strategia UE pentru biodiversitate pentru 2030 include un obiectiv ca cel puțin 30% din terenurile UE să fie protejate.
În ciuda creșterii numărului ariilor protejate, multe habitate și specii terestre din UE nu au atins „starea de conservare favorabilă”
În 2021, UE și statele sale membre au protejat 1.074.254 km2 de habitate terestre, acoperind 26,0% din suprafața terestră a UE. Aceasta reprezintă o creștere de aproape 35% față de 2013, când doar 798.550 km2, echivalentul a 18,9% din suprafața UE, au fost protejați. Chiar dacă desemnarea de noi arii protejate a încetinit în ultimii ani, UE pare să fie pe cale să-și atingă obiectivul de 30% până în 2030 dacă poate menține ritmul observat între 2016 și 2021. Statele membre cu cele mai mari arii protejate relativ la dimensiunea țării în 2021 sunt Luxemburg (55,8%), Bulgaria (41,0%) și Slovenia (40,5%). În schimb, ponderile ariilor protejate au fost cele mai mici în Finlanda (13,3%) și Irlanda (13,9%).
Cea mai recentă evaluare Starea naturii în UE dezvăluie că multe specii și habitate de interes european sunt încă în stare de conservare nefavorabilă. Starea de conservare a habitatelor nu s-a îmbunătățit în perioada de raportare (2013–2018), dar pentru alte specii decât păsările se poate constata o ușoară îmbunătățire. La nivelul UE, aproximativ un sfert (27%) din evaluările speciilor și 15% din evaluările habitatului arată o stare bună de conservare, comparativ cu 23% și respectiv 16%, raportate în evaluarea din 2015. Majoritatea evaluărilor luate în considerare, totuși, au o stare de conservare proastă sau foarte proastă la nivelul UE (63% pentru specii și 81% pentru habitate). Mai mult, o privire asupra tendințelor arată că doar 6% din evaluările speciilor și 9% din evaluările habitatelor au arătat tendințe de îmbunătățire în perioada de raportare, în timp ce 35% și respectiv 36% au indicat o tendință de deteriorare la nivelul UE.
Raportul Starea naturii mai arată că peștii și moluștele continuă să aibă o proporție deosebit de mare de specii cu o stare de conservare proastă (aproximativ 30% fiecare), în timp ce reptilele și speciile de plante vasculare au cea mai mare proporție de stare bună de conservare (36% și respectiv 40%). Habitatele din dune, mlaștini, și zone inundabile au cea mai mare pondere a evaluărilor care arată o stare de conservare proastă (aproximativ 50% fiecare). Pajiștile, care conțin unele habitate bogate în specii, care sunt deosebit de potrivite pentru speciile polenizatoare, au, de asemenea, una dintre cele mai mari proporții de evaluări ale stării de conservare proaste (49%).
Păsările comune și fluturii de pășune sunt în declin pe termen lung în UE
Schimbările destinației terenurilor și suprasolicitarea ecosistemelor pot dăuna biodiversității. Deoarece biodiversitatea sprijină toate funcțiile ecosistemelor și contribuie la capacitatea acestora de a furniza servicii ecosistemice, aceasta trebuie monitorizată pentru a putea fi conservată și restaurată. Păsările sunt sensibile atât la schimbările de mediu induse de om, cât și la cele naturale, ceea ce le face indicatori buni ai sănătății ecosistemului mai larg. Habitatele lor larg răspândite și diverse le fac, de asemenea, ideale pentru monitorizarea rezultatelor eforturilor de conservare.
Indicele păsărilor comune al UE urmărește abundența populației și diversitatea unei selecții de specii de păsări comune din UE, caracterizate în continuare prin speciile comune de păsări de pădure și pe terenurile agricole comune. Indicele arată o scădere de 11,8% a păsărilor comune și o scădere dramatică de 35,9% a abundenței păsărilor comune de terenuri agricole între 1990 și 2021. Păsările comune de pădure au scăzut ușor, indicele lor scăzând cu 4,7% pe toată perioada. Reducerea numărului păsărilor comune de pe terenurile agricole a fost atribuită în mare măsură intensificării agriculturii, care a redus habitatele naturale de cuibărit, cum ar fi tufișurile și gardurile vii, zonele umede, pajiștile și câmpurile cultivate rar. Produsele agrochimice, cum ar fi pesticidele, și modificările perioadelor de arat pentru cereale au afectat, de asemenea, păsările comune de pe terenurile agricole, perturbând reproducerea și reducând sursele de hrană disponibile, în special populațiile de insecte. Tendințele pe termen mai scurt arată o scădere continuă pentru toate păsările comune și pentru populațiile de păsări comune de pe terenurile agricole. Pentru toate păsările comune s-a înregistrat o scădere de 6,8% din 2006 și un declin de 2,2% din 2016, în timp ce păsările comune de pe terenurile agricole au continuat să înregistreze o scădere și mai puternică, cu 20,2% din 2006 și cu 7,8% din 2016.
Fluturii, care se numără printre cei mai obișnuiți polenizatori ai plantelor, constituie indicatori ai sănătății mediului și habitatului. Ei apar într-o gamă largă de tipuri de habitat și sunt sensibili la schimbările de mediu. Proiectele SPRING (Strengthening Pollinator Recovery through INdicators and monitoring) și ABLE (Assessing Butterflies in Europe) au generat un indicator al fluturilor pentru speciile răspândite de fluturi de pajiști.
Indicele fluturi de pajiști se bazează pe date din 18 state membre, care măsoară tendințele populației a 17 specii de fluturi în cadrul schemelor naționale de monitorizare a fluturilor. Potrivit estimărilor din aceste monitorizări, populațiile de fluturi au scăzut cu 29,5% între 1991 și 2020, ceea ce înseamnă o pierdere dramatică a biodiversității pajiștilor. În timp ce încălzirea moderată a climatului a ajutat la creșterea temporară a populațiilor de fluturi între 2002 și 2012, frecvența tot mai mare a temperaturilor extreme a condus la scăderi și mai puternice în anii următori. În ansamblu, populațiile de fluturi de pajiști au scăzut astfel cu 24,3% între 2005 și 2020 și cu 28,9% între 2015 și 2020. Principalele cauze ale acestui declin pot fi atribuite schimbărilor de utilizare a terenurilor în zonele rurale, în special ca urmare a intensificării transformării pajiștilor în terenuri agricole, și depunerea de azot în zonele protejate, în principal în nord-vestul Europei. În restul Europei, renunțarea la pășuni constituie o amenințare. Fluturii prezintă un declin în zonele non-urbane, dar au fost stabili în zonele urbane din Europa, ceea ce sugerează că parcurile și alte părți verzi ale mediului urban devin din ce în ce mai potrivite dacă sunt gestionate într-un mod prietenos cu fluturii. Cu toate acestea, situația fluturilor din zonele urbane necesită cercetări suplimentare, deoarece studii diferite prezintă rezultate contrastante.

## Prezentarea principalilor indicatori

### Ponderea suprafeței pădurilor

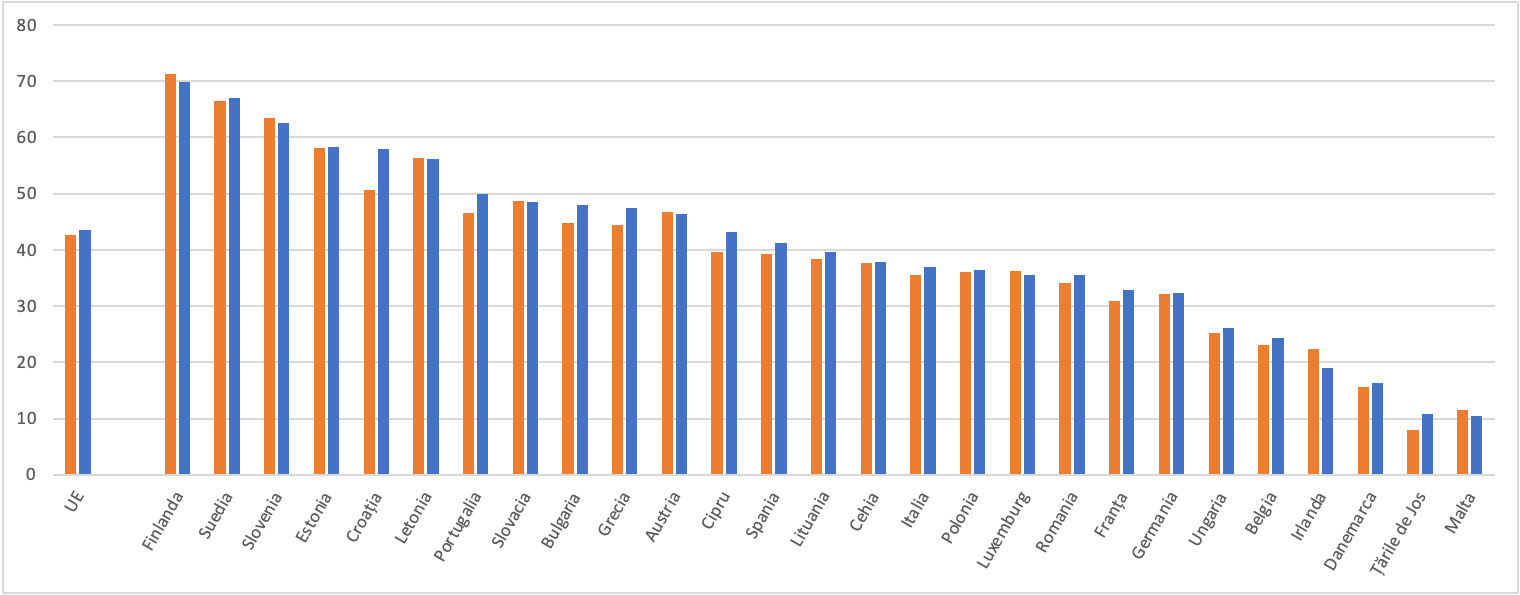
2015
2018
Sursa: Eurostat (online data code: sdg_15_10)

Acest indicator măsoară proporția ecosistemelor forestiere în comparație cu suprafața totală a terenurilor. Datele utilizate pentru acest indicator sunt derivate din Studiul cadru privind utilizarea terenurilor și suprafața de acoperire (Land Use and Cover Area frame Survey - LUCAS). Clasificarea LUCAS privind utilizarea și acoperirea terenurilor a fost adaptată la definițiile FAO pentru păduri, făcând distincție între categoriile „păduri” și „alte terenuri împădurite”.
| Loc | Țară              | 2009 | 2012   | 2015   | 2018   |
|     |                   |      |        |        |        |
| --- | ----------------- | ---- | ------ | ------ | ------ |
| -   | Uniunea Europeană | N/A  | N/A    | 42,6   | 43,5   |
| 1   | Finlanda          | 68,7 | 70,5   | 71,3   | 69,9   |
| 2   | Suedia            | 64,6 | 66,5   | 66,5   | 67,0   |
| 3   | Slovenia          | 62,1 | 62,0   | 63,4   | 62,5   |
| 4   | Estonia           | 55,6 | 57,6   | 58,2   | 58,3   |
| 5   | Croația           | N/A  | N/A    | 50,6   | 58,0   |
| 6   | Letonia           | 53,2 | 55,0   | 56,4   | 56,2   |
| 7   | Portugalia        | 36,9 | 41,9   | 46,6   | 49,9   |
| 8   | Slovacia          | 45,8 | 47,0   | 48,7   | 48,6   |
| 9   | Bulgaria          | N/A  | 42,2   | 44,7   | 48,0   |
| 10  | Grecia            | 38,4 | 40,4   | 44,5   | 47,5   |
| 11  | Austria           | 45,2 | 45,0   | 46,7   | 46,4   |
| 12  | Cipru             | N/A  | 33,3   | 39,7   | 43,2   |
| 13  | Spania            | 33,5 | 36,6   | 39,2   | 41,2   |
| 14  | Lituania          | 36,3 | 37,8   | 38,3   | 39,6   |
| 15  | Cehia             | 37,0 | 37,5   | 37,7   | 37,9   |
| 16  | Italia            | 33,6 | 35,0   | 35,6   | 37,0   |
| 17  | Polonia           | 33,2 | 34,6   | 36,1   | 36,4   |
| 18  | Luxemburg         | 34,4 | 34,0 u | 36,3   | 35,5 u |
| 19  | România           | N/A  | 32,5   | 34,1   | 35,5   |
| 20  | Franța            | 30,1 | 30,6   | 31,0   | 32,8   |
| 21  | Germania          | 30,9 | 31,1   | 32,2   | 32,4   |
| 22  | Ungaria           | 22,0 | 23,4   | 25,2   | 26,1   |
| 23  | Belgia            | 21,7 | 22,4   | 23,1   | 24,3   |
| 24  | Irlanda           | 15,8 | 22,0   | 22,4   | 19,0   |
| 25  | Danemarca         | 13,7 | 13,4   | 15,6   | 16,4   |
| 26  | Țările de Jos     | 7,4  | 7,4    | 8,0    | 10,9   |
| 27  | Malta             | N/A  | 13,1 u | 11,5 u | 10,4 u |

u - date cu acuratețe redusă

Sursa: Eurostat (online data code: sdg_15_10)

### Indicele de etanșare a solului

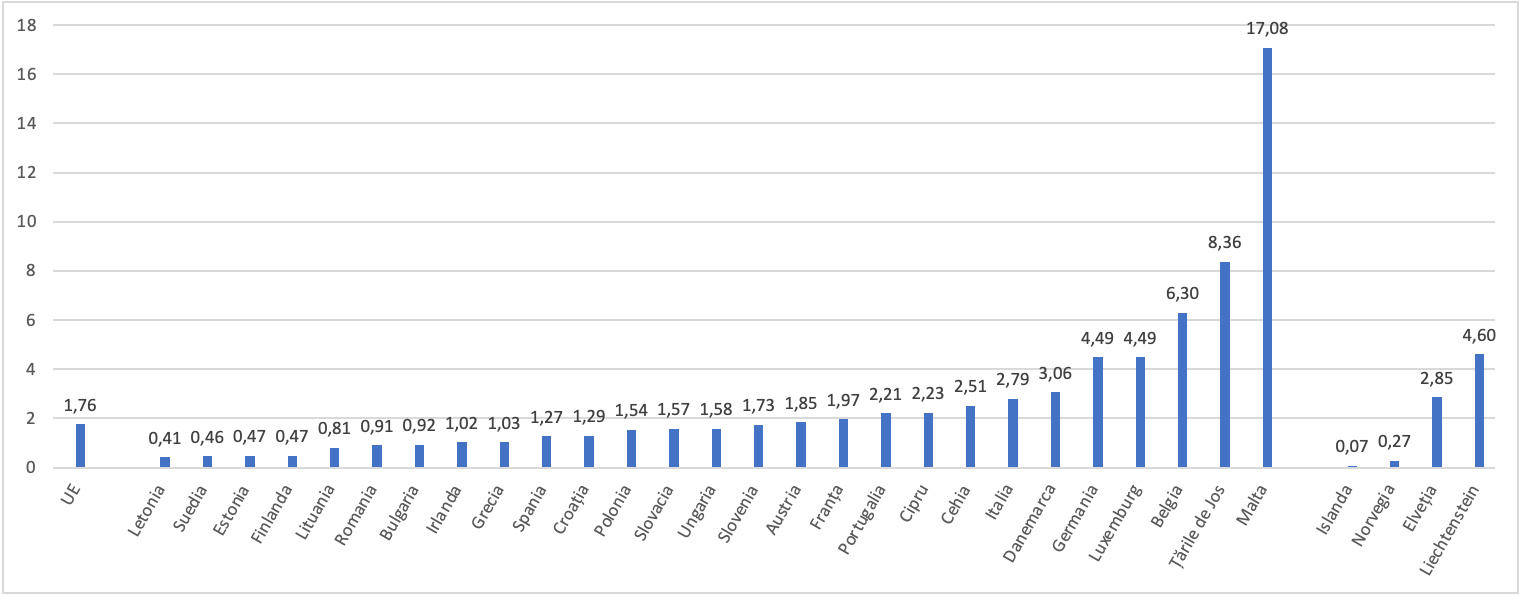
2018
Sursa: Eurostat (online data code: sdg_15_41)

Acest indicator estimează creșterea suprafețelor de sol etanșate cu materiale impermeabile datorită construcțiilor (cum ar fi clădiri, alte construcții sau așternerea unui material artificial complet sau parțial impermeabil, precum asfalt, metal, sticlă, plastic sau beton). Aceasta oferă o indicație a ratei de etanșare a solului, care apare atunci când are loc o schimbare a destinației terenului către utilizarea artificială sau urbană a terenurilor. Indicatorul se bazează pe datele din Stratul de înaltă rezoluție de impermeabilitate (Imperviousness High Resolution Layer), un produs al Serviciului Copernicus de monitorizare a terenurilor.
| Loc | Țară              | 2006  | 2009  | 2012  | 2015  | 2018    |
|     |                   |       |       |       |       |         |
| --- | ----------------- | ----- | ----- | ----- | ----- | ------- |
| -   | Uniunea Europeană | 1,63  | 1,66  | 1,69  | 1,70  | 1,76 b  |
| 1   | Letonia           | 0,38  | 0,38  | 0,38  | 0,39  | 0,41 b  |
| 2   | Suedia            | 0,41  | 0,41  | 0,42  | 0,42  | 0,46 b  |
| 3   | Estonia           | 0,43  | 0,44  | 0,44  | 0,45  | 0,47 b  |
| 4   | Finlanda          | 0,44  | 0,44  | 0,45  | 0,45  | 0,47 b  |
| 5   | Lituania          | 0,75  | 0,76  | 0,76  | 0,77  | 0,81 b  |
| 6   | România           | 0,83  | 0,84  | 0,86  | 0,88  | 0,91 b  |
| 7   | Bulgaria          | 0,86  | 0,87  | 0,89  | 0,90  | 0,92 b  |
| 8   | Irlanda           | 0,94  | 0,96  | 0,97  | 0,97  | 1,02 b  |
| 9   | Grecia            | 0,94  | 0,95  | 0,96  | 0,97  | 1,03 b  |
| 10  | Spania            | 1,15  | 1,20  | 1,22  | 1,23  | 1,27 b  |
| 11  | Croația           | 1,20  | 1,22  | 1,23  | 1,24  | 1,29 b  |
| 12  | Polonia           | 1,35  | 1,37  | 1,42  | 1,46  | 1,54 b  |
| 13  | Slovacia          | 1,43  | 1,46  | 1,50  | 1,52  | 1,57 b  |
| 14  | Ungaria           | 1,46  | 1,48  | 1,51  | 1,53  | 1,58 b  |
| 15  | Slovenia          | 1,63  | 1,67  | 1,69  | 1,69  | 1,73 b  |
| 16  | Austria           | 1,73  | 1,75  | 1,78  | 1,79  | 1,85 b  |
| 17  | Franța            | 1,80  | 1,85  | 1,88  | 1,89  | 1,97 b  |
| 18  | Portugalia        | 2,04  | 2,07  | 2,10  | 2,12  | 2,21 b  |
| 19  | Cipru             | 1,81  | 1,88  | 1,95  | 2,06  | 2,23 b  |
| 20  | Cehia             | 2,36  | 2,40  | 2,43  | 2,44  | 2,51 b  |
| 21  | Italia            | 2,63  | 2,66  | 2,70  | 2,71  | 2,79 b  |
| 22  | Danemarca         | 2,84  | 2,87  | 2,92  | 2,93  | 3,06 b  |
| 23  | Germania          | 4,23  | 4,28  | 4,34  | 4,36  | 4,49 b  |
| 24  | Luxemburg         | 4,03  | 4,16  | 4,23  | 4,25  | 4,49 b  |
| 25  | Belgia            | 5,91  | 5,96  | 6,04  | 6,07  | 6,30 b  |
| 26  | Țările de Jos     | 7,76  | 7,87  | 8,02  | 8,05  | 8,36 b  |
| 27  | Malta             | 16,10 | 16,12 | 16,21 | 16,23 | 17,08 b |

| Loc | Țară          | 2006 | 2009 | 2012 | 2015 | 2018   |
| --- | ------------- | ---- | ---- | ---- | ---- | ------ |
| -   | Islanda       | 0,05 | 0,06 | 0,06 | 0,06 | 0,07 b |
| -   | Norvegia      | 0,23 | 0,23 | 0,24 | 0,24 | 0,27 b |
| -   | Elveția       | 2,69 | 2,72 | 2,78 | 2,80 | 2,85 b |
| -   | Liechtenstein | 4,49 | 4,49 | 4,56 | 4,56 | 4,60 b |

b - întrerupere în seriile temporale

Sursa: Agenția Europeană de Mediu, Eurostat (online data code: sdg_15_41)

### Eroziunea severă estimată a solului de către apă

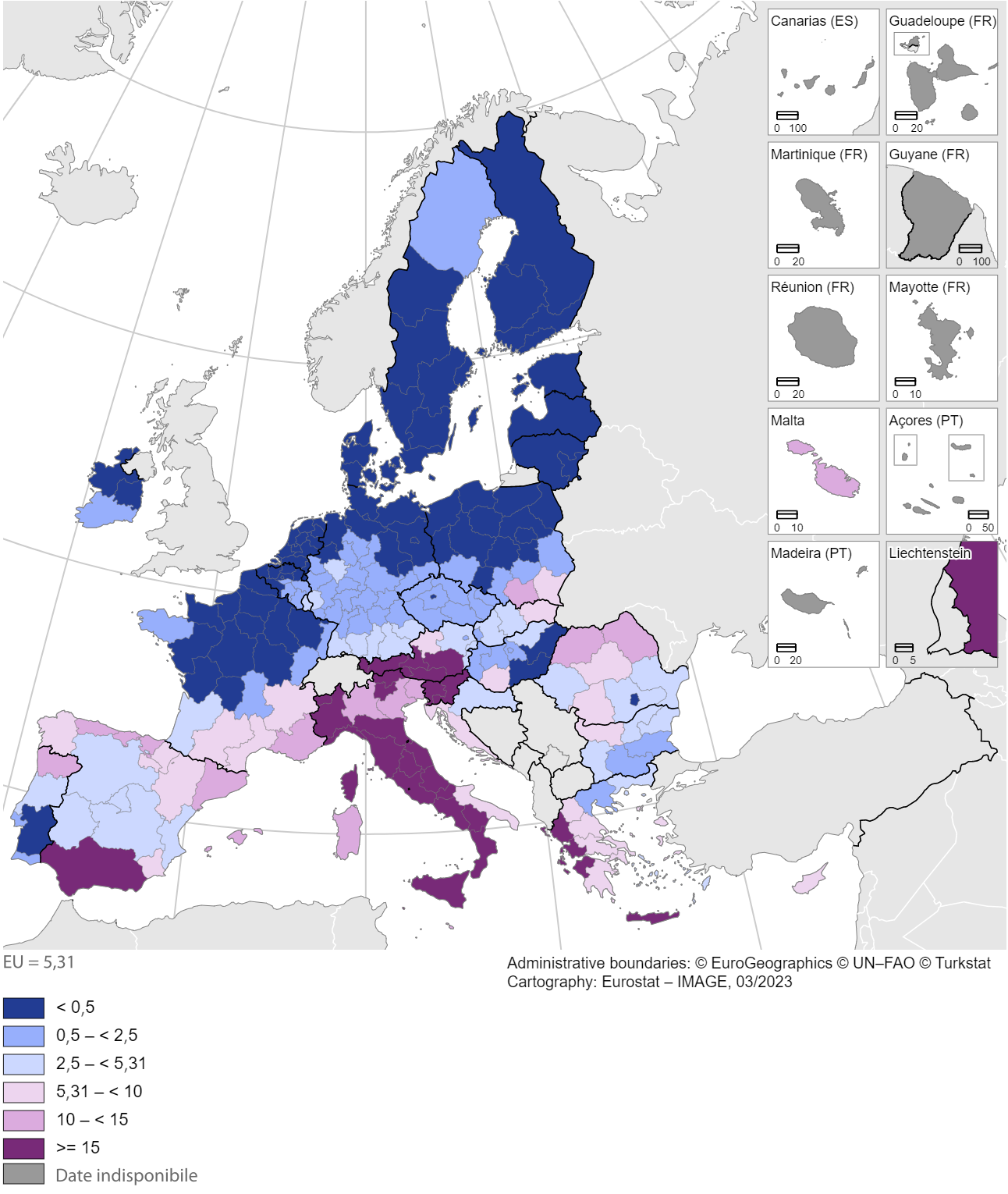
Eroziunea severă estimată a solului de către apă, după regiunea NUTS 2, 2016
(% din suprafața neartificială erodabilă)
Sursa: Eurostat (online data code: AEI_PR_SOILER)

Acest indicator estimează suprafața potențial afectată de eroziune severă de către apă, prin precipitații abundente, revărsări sau inundații (pierderi de sol mai mari de 10 tone/hectar/an). Suprafața este exprimată în km2 și ca procent din suprafața totală neartificială erodabilă a țării. Valorile sunt estimate pe baza modelelor de susceptibilitate la eroziunea solului și nu trebuie considerate valori măsurate. Datele prezentate provin din baza de date a JRC privind eroziunea solului.
| Loc | Țară              | 2000  | 2010  | 2016  |
|     |                   |       |       |       |
| --- | ----------------- | ----- | ----- | ----- |
| -   | Uniunea Europeană | 6,11  | 5,32  | 5,31  |
| 1   | Danemarca         | 0,01  | 0,01  | 0,00  |
| 2   | Estonia           | 0,01  | 0,00  | 0,00  |
| 3   | Letonia           | 0,01  | 0,01  | 0,01  |
| 4   | Țările de Jos     | 0,01  | 0,01  | 0,01  |
| 5   | Finlanda          | 0,01  | 0,01  | 0,01  |
| 6   | Lituania          | 0,03  | 0,02  | 0,02  |
| 7   | Belgia            | 0,70  | 0,41  | 0,42  |
| 8   | Irlanda           | 0,72  | 0,68  | 0,67  |
| 9   | Suedia            | 0,67  | 0,68  | 0,68  |
| 10  | Polonia           | 1,28  | 1,09  | 1,14  |
| 11  | Germania          | 2,46  | 1,37  | 1,30  |
| 12  | Cehia             | 2,77  | 1,33  | 1,31  |
| 13  | Ungaria           | 2,94  | 2,57  | 2,51  |
| 14  | Luxemburg         | 3,56  | 2,65  | 2,63  |
| 15  | Franța            | 4,14  | 3,39  | 3,27  |
| 16  | Bulgaria          | 4,82  | 3,01  | 3,37  |
| 17  | Portugalia        | 5,24  | 4,44  | 4,08  |
| 18  | Slovacia          | 5,72  | 4,70  | 4,55  |
| 19  | Croația           | 7,89  | 7,07  | 5,12  |
| 20  | Cipru             | 8,55  | 6,10  | 6,50  |
| 21  | România           | 8,09  | 7,51  | 7,31  |
| 22  | Spania            | 10,92 | 8,85  | 9,02  |
| 23  | Grecia            | 10,80 | 9,41  | 9,60  |
| 24  | Malta             | 30,13 | 12,57 | 10,60 |
| 25  | Austria           | 15,45 | 15,56 | 15,50 |
| 26  | Slovenia          | 19,37 | 18,96 | 18,99 |
| 27  | Italia            | 25,83 | 24,61 | 24,93 |

Sursa: Joint Research Centre, Eurostat (online data code: sdg_15_50)

### Arii protejate terestre

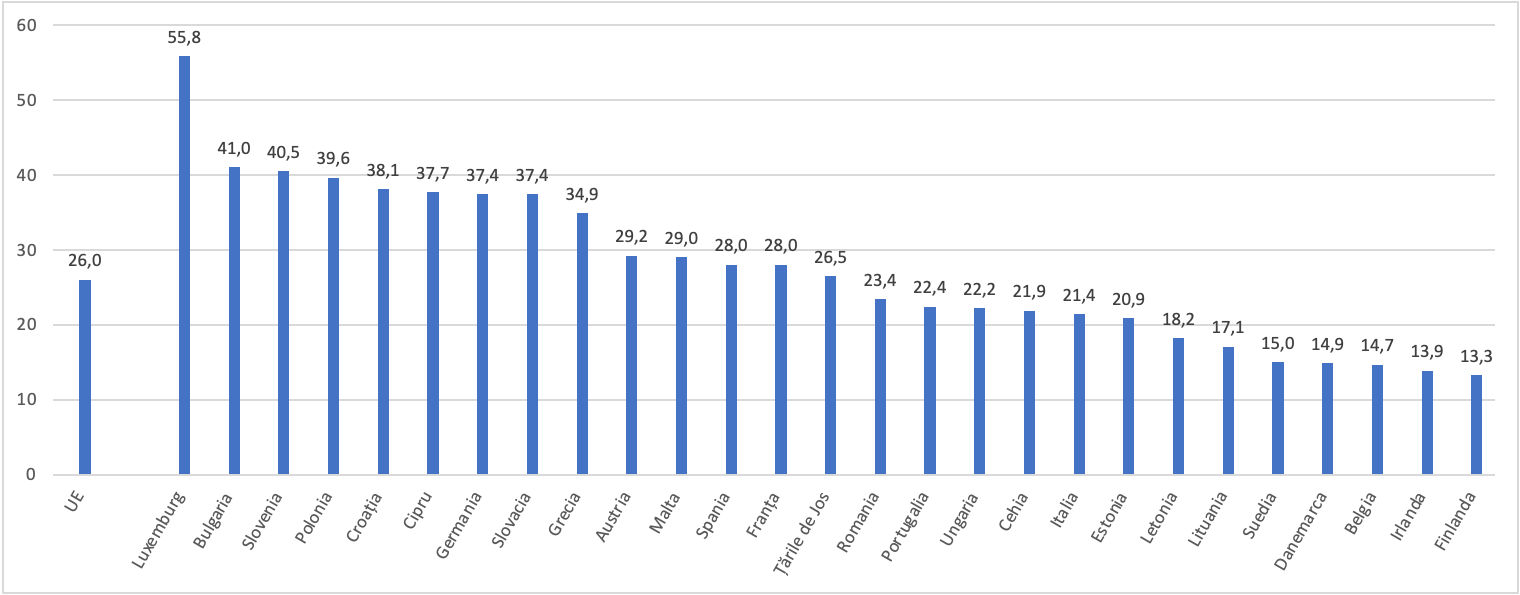
2021
Sursa: Eurostat (online data code: sdg_15_20)

Acest indicator măsoară extinderea ariilor protejate terestre, cuprinzând ariile protejate desemnate la nivel național și siturile Natura 2000. O zonă desemnată la nivel național este o zonă protejată de legislația națională. Rețeaua Natura 2000 cuprinde zone protejate marine și terestre desemnate în conformitate cu Directivele UE privind habitatele și păsările, cu scopul de a menține sau restabili o stare de conservare favorabilă pentru tipurile de habitate și specii de interes UE. Strategia UE pentru biodiversitate urmărește să protejeze cel puțin 30% din uscatul și mările din Europa, atât siturile desemnate la nivel național, cât și siturile Natura 2000. Datele furnizate de statele membre către Comisie sunt consolidate cel puțin anual de către Agenția Europeană de Mediu și Centrul Tematic European pentru Diversitatea Biologică (EEA ETC/BD) și sunt colectate de către Direcția Generală pentru Mediu a Comisiei Europene.
| Loc | Țară              | 2013 | 2014 | 2015 | 2016 | 2017 | 2018 | 2019 | 2020 | 2021   |
|     |                   |      |      |      |      |      |      |      |      |        |
| --- | ----------------- | ---- | ---- | ---- | ---- | ---- | ---- | ---- | ---- | ------ |
| -   | Uniunea Europeană | 18,9 | 19,1 | 19,7 | 23,6 | 24,3 | 25,9 | 26,2 | 26,4 | 26,0 b |
| 1   | Luxemburg         | 0    | 0    | 0    | 0    | 0    | 0    | 0    | 0    | 55,8 b |
| 2   | Bulgaria          | 0    | 0    | 0    | 0    | 0    | 0    | 0    | 0    | 41,0 b |
| 3   | Slovenia          | 0    | 0    | 0    | 0    | 0    | 0    | 0    | 0    | 40,5 b |
| 4   | Polonia           | 0    | 0    | 0    | 0    | 0    | 0    | 0    | 0    | 39,6 b |
| 5   | Croația           | 0    | 0    | 0    | 0    | 0    | 0    | 0    | 0    | 38,1 b |
| 6   | Cipru             | 0    | 0    | 0    | 0    | 0    | 0    | 0    | 0    | 37,7 b |
| 7   | Germania          | 0    | 0    | 0    | 0    | 0    | 0    | 0    | 0    | 37,4 b |
| 8   | Slovacia          | 0    | 0    | 0    | 0    | 0    | 0    | 0    | 0    | 37,4 b |
| 9   | Grecia            | 0    | 0    | 0    | 0    | 0    | 0    | 0    | 0    | 34,9 b |
| 10  | Austria           | 0    | 0    | 0    | 0    | 0    | 0    | 0    | 0    | 29,2 b |
| 11  | Malta             | 0    | 0    | 0    | 0    | 0    | 0    | 0    | 0    | 29,0 b |
| 12  | Spania            | 0    | 0    | 0    | 0    | 0    | 0    | 0    | 0    | 28,0 b |
| 13  | Franța            | 0    | 0    | 0    | 0    | 0    | 0    | 0    | 0    | 28,0 b |
| 14  | Țările de Jos     | 0    | 0    | 0    | 0    | 0    | 0    | 0    | 0    | 26,5 b |
| 15  | România           | 0    | 0    | 0    | 0    | 0    | 0    | 0    | 0    | 23,4 b |
| 16  | Portugalia        | 0    | 0    | 0    | 0    | 0    | 0    | 0    | 0    | 22,4 b |
| 17  | Ungaria           | 0    | 0    | 0    | 0    | 0    | 0    | 0    | 0    | 22,2 b |
| 18  | Cehia             | 0    | 0    | 0    | 0    | 0    | 0    | 0    | 0    | 21,9 b |
| 19  | Italia            | 0    | 0    | 0    | 0    | 0    | 0    | 0    | 0    | 21,4 b |
| 20  | Estonia           | 0    | 0    | 0    | 0    | 0    | 0    | 0    | 0    | 20,9 b |
| 21  | Letonia           | 0    | 0    | 0    | 0    | 0    | 0    | 0    | 0    | 18,2 b |
| 22  | Lituania          | 0    | 0    | 0    | 0    | 0    | 0    | 0    | 0    | 17,1 b |
| 23  | Suedia            | 0    | 0    | 0    | 0    | 0    | 0    | 0    | 0    | 15,0 b |
| 24  | Danemarca         | 0    | 0    | 0    | 0    | 0    | 0    | 0    | 0    | 14,9 b |
| 25  | Belgia            | 0    | 0    | 0    | 0    | 0    | 0    | 0    | 0    | 14,7 b |
| 26  | Irlanda           | 0    | 0    | 0    | 0    | 0    | 0    | 0    | 0    | 13,9 b |
| 27  | Finlanda          | 0    | 0    | 0    | 0    | 0    | 0    | 0    | 0    | 13,3 b |

b - întrerupere în seriile temporale

Sursa: Eurostat (online data code: sdg_15_20)

### Indicele păsărilor comune

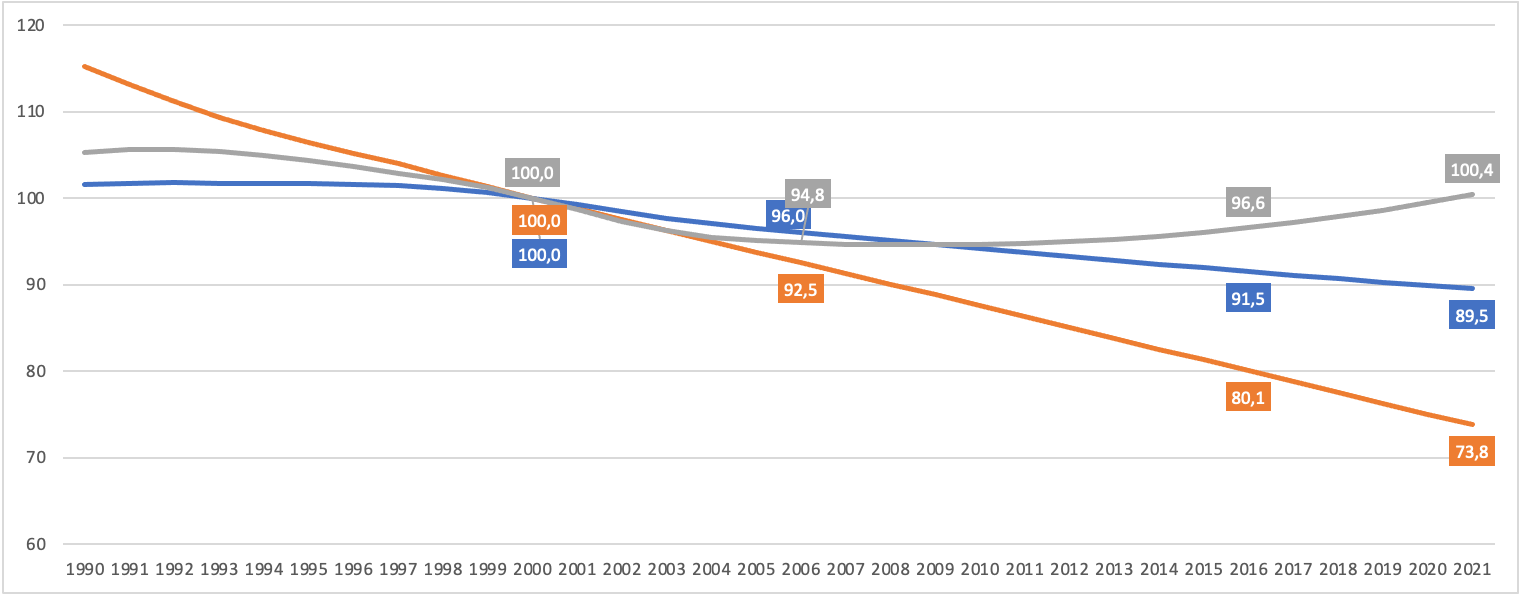
Toate păsările comune
Păsări comune de terenuri agricole
Păsări comune de pădure
Sursa: Eurostat (online data code: sdg_15_60)

Acest indicator este un indice care integrează abundența și diversitatea unei selecții de specii de păsări comune asociate cu habitate specifice pentru hrănire și cuibărit. Sunt excluse speciile rare, deși unele specii comune în anumite state membre pot fi considerate rare în altele. Sunt reprezentate trei grupuri de specii de păsări: specii comune de terenuri agricole (39 de specii), specii comune de pădure (34 de specii) și toate speciile de păsări comune (168 de specii, inclusiv specii de terenuri agricole, specii de pădure și specii comune ale generaliștilor). Indicii sunt prezentați numai pentru agregatele UE și cu valori armonizate. Indicele se bazează pe datele publicate de Consiliul European pentru Recensământul Păsărilor și pe Programul pan-european de monitorizare a păsărilor comune. Acoperirea datelor a crescut de la 9 la 25 de state membre ale UE în perioada 1990-2014, cu 26 de țări acoperite începând cu anul de referință 2015.
|                                    | 1990  | 1991  | 1992  | 1993  | 1994  | 1995  | 1996  | 1997  | 1998  | 1999  | 2000  | 2001 | 2002 | 2003 | 2004 | 2005 | 2006 | 2007 | 2008 | 2009 | 2010 | 2011 | 2012 | 2013 | 2014 | 2015 | 2016 | 2017 | 2018 | 2019 | 2020 | 2021  |
| ---------------------------------- | ----- | ----- | ----- | ----- | ----- | ----- | ----- | ----- | ----- | ----- | ----- | ---- | ---- | ---- | ---- | ---- | ---- | ---- | ---- | ---- | ---- | ---- | ---- | ---- | ---- | ---- | ---- | ---- | ---- | ---- | ---- | ----- |
| Toate păsările comune              |       |       |       |       |       |       |       |       |       |       |       |      |      |      |      |      |      |      |      |      |      |      |      |      |      |      |      |      |      |      |      |       |
| Indice 2000=100                    | 101,5 | 101,7 | 101,8 | 101,7 | 101,7 | 101,7 | 101,6 | 101,4 | 101,2 | 100,7 | 100,0 | 99,2 | 98,4 | 97,7 | 97,0 | 96,5 | 96,0 | 95,6 | 95,1 | 94,6 | 94,2 | 93,7 | 93,3 | 92,8 | 92,4 | 91,9 | 91,5 | 91,1 | 90,7 | 90,3 | 89,9 | 89,5  |
| Indice 1990=100                    | 100,0 | 100,2 | 100,2 | 100,2 | 100,2 | 100,2 | 100,1 | 99,9  | 99,7  | 99,2  | 98,5  | 97,8 | 97,0 | 96,2 | 95,6 | 95,1 | 94,6 | 94,2 | 93,7 | 93,2 | 92,8 | 92,3 | 91,9 | 91,4 | 91,0 | 90,6 | 90,2 | 89,7 | 89,3 | 89,0 | 88,6 | 88,2  |
| Păsări comune de terenuri agricole |       |       |       |       |       |       |       |       |       |       |       |      |      |      |      |      |      |      |      |      |      |      |      |      |      |      |      |      |      |      |      |       |
| Indice 2000=100                    | 115,2 | 113,1 | 111,1 | 109,3 | 107,8 | 106,5 | 105,2 | 104,0 | 102,6 | 101,3 | 100,0 | 98,8 | 97,5 | 96,3 | 95,0 | 93,8 | 92,5 | 91,3 | 90,1 | 88,8 | 87,6 | 86,3 | 85,1 | 83,8 | 82,6 | 81,3 | 80,1 | 78,8 | 77,5 | 76,3 | 75,0 | 73,8  |
| Indice 1990=100                    | 100,0 | 98,2  | 96,4  | 94,9  | 93,6  | 92,4  | 91,3  | 90,3  | 89,1  | 87,9  | 86,8  | 85,7 | 84,7 | 83,6 | 82,5 | 81,4 | 80,3 | 79,3 | 78,2 | 77,1 | 76,0 | 74,9 | 73,9 | 72,8 | 71,7 | 70,6 | 69,5 | 68,4 | 67,3 | 66,2 | 65,1 | 64,1  |
| Păsări comune de pădure            |       |       |       |       |       |       |       |       |       |       |       |      |      |      |      |      |      |      |      |      |      |      |      |      |      |      |      |      |      |      |      |       |
| Indice 2000=100                    | 105,3 | 105,6 | 105,6 | 105,4 | 104,9 | 104,3 | 103,6 | 102,9 | 102,2 | 101,2 | 100,0 | 98,6 | 97,3 | 96,2 | 95,5 | 95,1 | 94,8 | 94,7 | 94,6 | 94,6 | 94,7 | 94,8 | 95,0 | 95,2 | 95,6 | 96,0 | 96,6 | 97,2 | 97,8 | 98,6 | 99,5 | 100,4 |
| Indice 1990=100                    | 100,0 | 100,3 | 100,3 | 100,1 | 99,7  | 99,1  | 98,4  | 97,7  | 97,0  | 96,2  | 95,0  | 93,7 | 92,5 | 91,4 | 90,8 | 90,4 | 90,1 | 90,0 | 89,9 | 89,9 | 90,0 | 90,1 | 90,2 | 90,5 | 90,8 | 91,3 | 91,7 | 92,3 | 92,9 | 93,7 | 94,5 | 95,4  |

Sursa: European Bird Census Council (EBCC)/BirdLife/Statistics Netherlands, Eurostat (online data code: sdg_15_60)

### Indicele fluturelui de pajiști

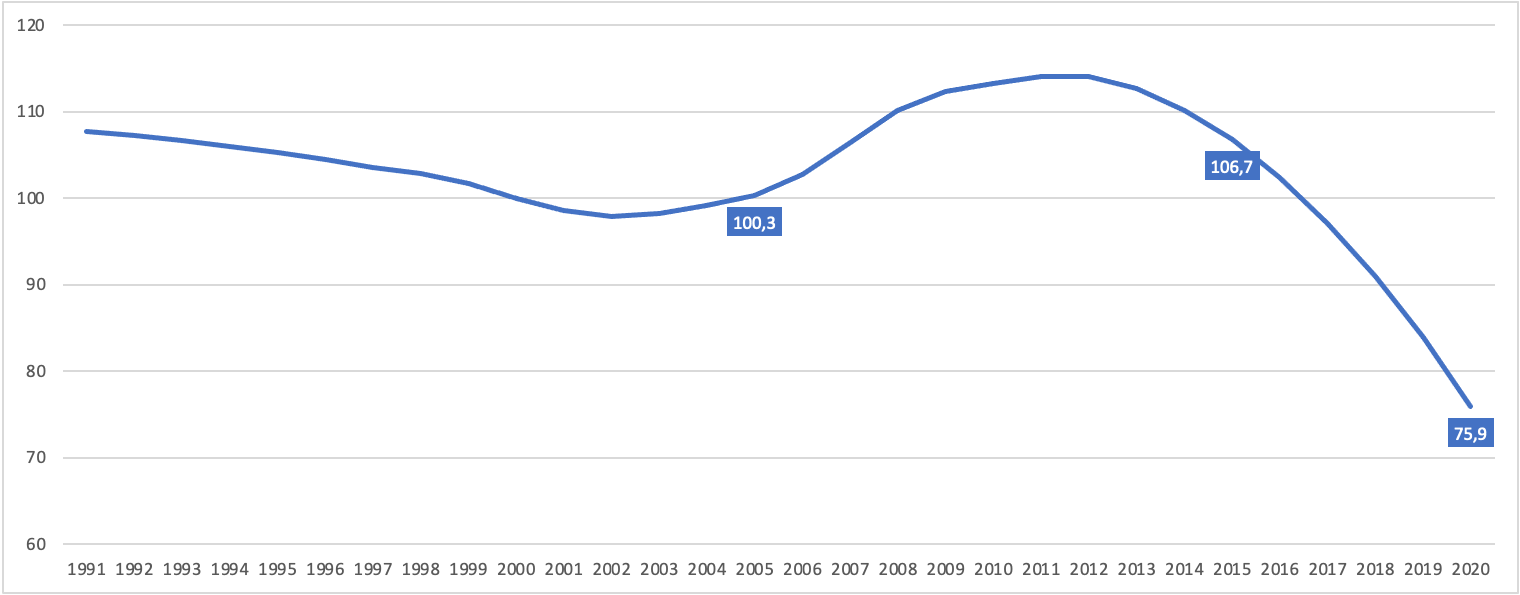
Indicele fluturelui de pajiști
Sursa: Eurostat (online data code: sdg_15_61)

Acest indicator măsoară tendințele populației a 17 specii de fluturi la nivelul UE. Indicele este prezentat doar ca un agregat UE și cu valori armonizate. Indicatorul se bazează pe date din 18 state membre ale UE (Austria, Belgia, Cehia, Estonia, Finlanda, Franța, Germania, Ungaria, Irlanda, Italia, Letonia, Lituania, Luxemburg, Țările de Jos, România, Slovenia, Spania, Suedia), dar cu un număr limitat de serii cronologice disponibile. Datele sunt integrate și furnizate de Butterfly Conservation Europe, parteneriatul European Butterfly Monitoring Scheme, proiectul SPRING. Pentru detalii tehnice, vezi European Grassland Butterfly Indicator 1990–2020.
| Indicele fluturelui de pajiști |       |       |       |       |       |       |       |       |       |       |      |      |      |      |       |       |       |       |       |       |       |       |       |       |       |       |      |      |      |      |
| Indice 2000=100                | 107,7 | 107,2 | 106,6 | 106,0 | 105,3 | 104,4 | 103,6 | 102,8 | 101,7 | 100,0 | 98,5 | 97,9 | 98,2 | 99,1 | 100,3 | 102,7 | 106,4 | 110,1 | 112,3 | 113,3 | 114,0 | 114,0 | 112,7 | 110,2 | 106,7 | 102,4 | 97,1 | 90,9 | 83,9 | 75,9 |
| Indice 1991=100                | 100,0 | 99,5  | 99,0  | 98,4  | 97,7  | 96,9  | 96,1  | 95,4  | 94,4  | 92,8  | 91,5 | 90,9 | 91,2 | 92,0 | 93,1  | 95,3  | 98,8  | 102,2 | 104,2 | 105,1 | 105,8 | 105,8 | 104,6 | 102,3 | 99,1  | 95,0  | 90,1 | 84,4 | 77,8 | 70,5 |

Sursa: Butterfly Conservation Europe, European Butterfly Monitoring Scheme partnership, SPRING project, Eurostat (online data code: sdg_15_61)